# Vrbica (Veliko Trojstvo)
Vrbica falu Horvátországban Belovár-Bilogora megyében. Közigazgatásilag Veliko Trojstvo községhez tartozik.

## Fekvése
Belovártól légvonalban 11, közúton 13 km-re északkeletre, községközpontjától 4 km-re északkeletre, a Bilo-hegység délnyugati lejtőin, a Konak-patak mentén fekszik.

## Története
A régészeti leletek tanúsága szerint területe már a középkorban is lakott volt. Egykori erősség maradványai találhatók a Dominkovica-Vrbica úttól nyugatra, a Voščenik nevű magaslaton.
A mai falu akkor keletkezett, amikor a török uralom után a 17. századtól a területre folyamatosan telepítették be a keresztény lakosságot. A település 1774-ben az első katonai felmérés térképén a falu „Dorf Verbicza” néven szerepel. A település katonai közigazgatás idején a szentgyörgyi ezredhez tartozott.
Lipszky János 1808-ban Budán kiadott repertóriumában „Verbicza” néven szerepel.  
Nagy Lajos 1829-ben kiadott művében „Verbicza” néven 20 házzal, 121 katolikus vallású lakossal találjuk.
A katonai közigazgatás megszüntetése után Magyar Királyságon belül Horvátország részeként, Belovár-Kőrös vármegye Belovári járásának része volt. A településnek 1857-ben 152, 1910-ben 254 lakosa volt. Az 1910-es népszámlálás szerint csaknem teljes lakossága horvát anyanyelvű volt. 1918-ban az új szerb-horvát-szlovén állam, majd később Jugoszlávia része lett. 1941 és 1945 között a németbarát Független Horvát Államhoz, majd a háború után a szocialista Jugoszláviához tartozott. A háború után a fiatalok elvándorlása miatt lakossága folyamatosan csökkent. 1991-től a független Horvátország része. 1991-ben csaknem teljes lakossága horvát nemzetiségű volt. 2011-ben a településnek 125 lakosa volt.

## Lakossága
| Lakosság változása | Lakosság változása | Lakosság változása | Lakosság változása | Lakosság változása | Lakosság változása | Lakosság változása | Lakosság változása | Lakosság változása | Lakosság változása | Lakosság változása | Lakosság változása | Lakosság változása | Lakosság változása | Lakosság változása | Lakosság változása |
| ------------------ | ------------------ | ------------------ | ------------------ | ------------------ | ------------------ | ------------------ | ------------------ | ------------------ | ------------------ | ------------------ | ------------------ | ------------------ | ------------------ | ------------------ | ------------------ |
| 1857               | 1869               | 1880               | 1890               | 1900               | 1910               | 1921               | 1931               | 1948               | 1953               | 1961               | 1971               | 1981               | 1991               | 2001               | 2011               |
| 152                | 176                | 176                | 213                | 253                | 254                | 255                | 292                | 323                | 292                | 281                | 243                | 197                | 159                | 145                | 125                |

## Nevezetességei
A falu Szent Kereszt kápolnáját 1945-től említik. A mai kápolna 2001-ben a régi helyén.